# Helofyt

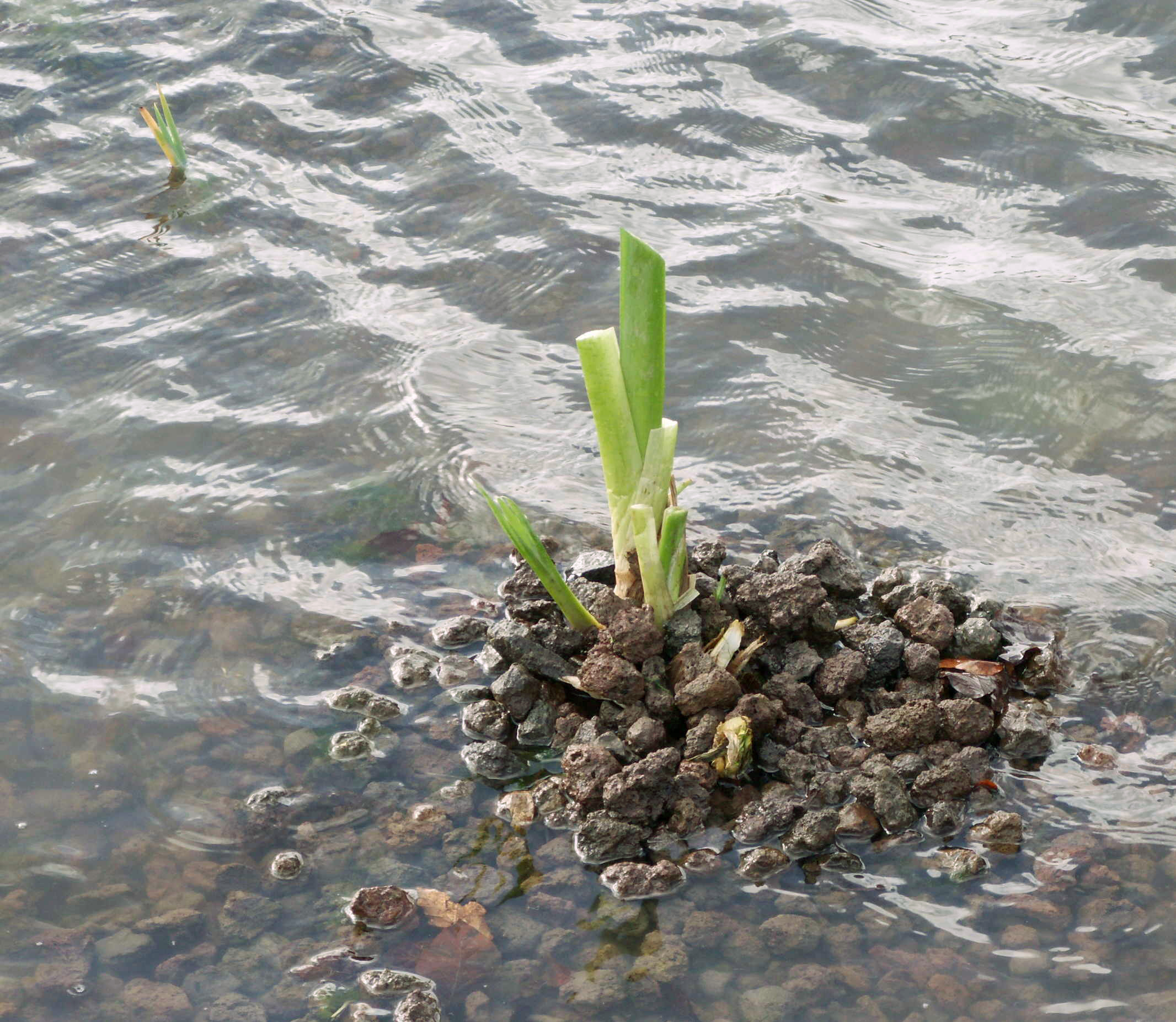
Svärdslilja

En helofyt (av grekiska helos, 'kärr' och phyton, 'växt') är en växt som lever på myrar, stränder eller i vatten och som har assimilerande luftskott.
Helofyterna är perenna växter som har sina fleråriga delar, som rötter och jordstammar, i vattendränkt jord. Bland helofyta växter märks till exempel vass, kaveldun, starr, svärdslilja och vattenklöver.